# Notogomphus leroyi
Notogomphus leroyi là một loài chuồn chuồn ngô thuộc họ Gomphidae. Nó được tìm thấy ở Cộng hòa Congo, Cộng hòa Dân chủ Congo, Kenya, Tanzania, và Uganda. Môi trường sống tự nhiên của nó là các khu rừng đất thấp ẩm nhiệt đới hoặc cận nhiệt đới và sông.